# Tamba ochrodes
Tamba ochrodes är en fjärilsart som beskrevs av Swinhoe 1899. Tamba ochrodes ingår i släktet Tamba och familjen nattflyn. Inga underarter finns listade i Catalogue of Life.